# Rione Cavalleggeri d'Aosta
Il Rione Cavalleggeri d'Aosta è un rione di Napoli appartenente al quartiere Fuorigrotta.

## Geografia fisica
Si trova nella zona sud-ovest del quartiere di Fuorigrotta, sulla strada che porta verso l'ex Italsider di Bagnoli.

## Società
È una zona molto popolosa, è presente il CUS Napoli, ed inoltre sono presenti diverse scuole, e chiese, tra cui la parrocchia di San Ciro e la parrocchia Sacri Cuori di Gesù e Maria. 

## Infrastrutture e trasporti

### Ferrovie
Nel rione è presente la stazione di Cavalleggeri Aosta, fermata sulla linea 2 del servizio ferroviario metropolitano di Napoli.

### Funivie
Il rione era attraversato dalla funivia di Posillipo, di cui resta traccia nei tre piloni che ne sorreggevano la rete di protezione.